# Liduščiny studánky
Liduščiny studánky je několik menších vodních pramenů, které se nacházejí mezi kopcem Podklan a vesnicí Hýlov v katastru obce Čavisov v okrese Ostrava-město v Moravskoslezském kraji. Voda ze studánky teče do Polančice (přítok řeky Odry). Prameny se nacházejí v nadmořské výšce 330 m a jsou přístupné po stezce na svahu ze sanatoria v Hýlově nebo z údolí Polančice. Studánku obnovil a pečuje o ni skautský oddíl Junák Klimkovice. Na místě je dřevěná lávka a dřevěná socha Anděla vytvořená řezbářem Jiřím Prchalem na Řezbářském sympóziu v Klimkovicích. Ke studánce se také váže lidová pověst o dívce sirotku Lidušce.

## Další informace
Nad Liduščinými studánkami se nachází Lesní park Klimkovice a jodové Sanatorium Klimkovice.

## Galerie

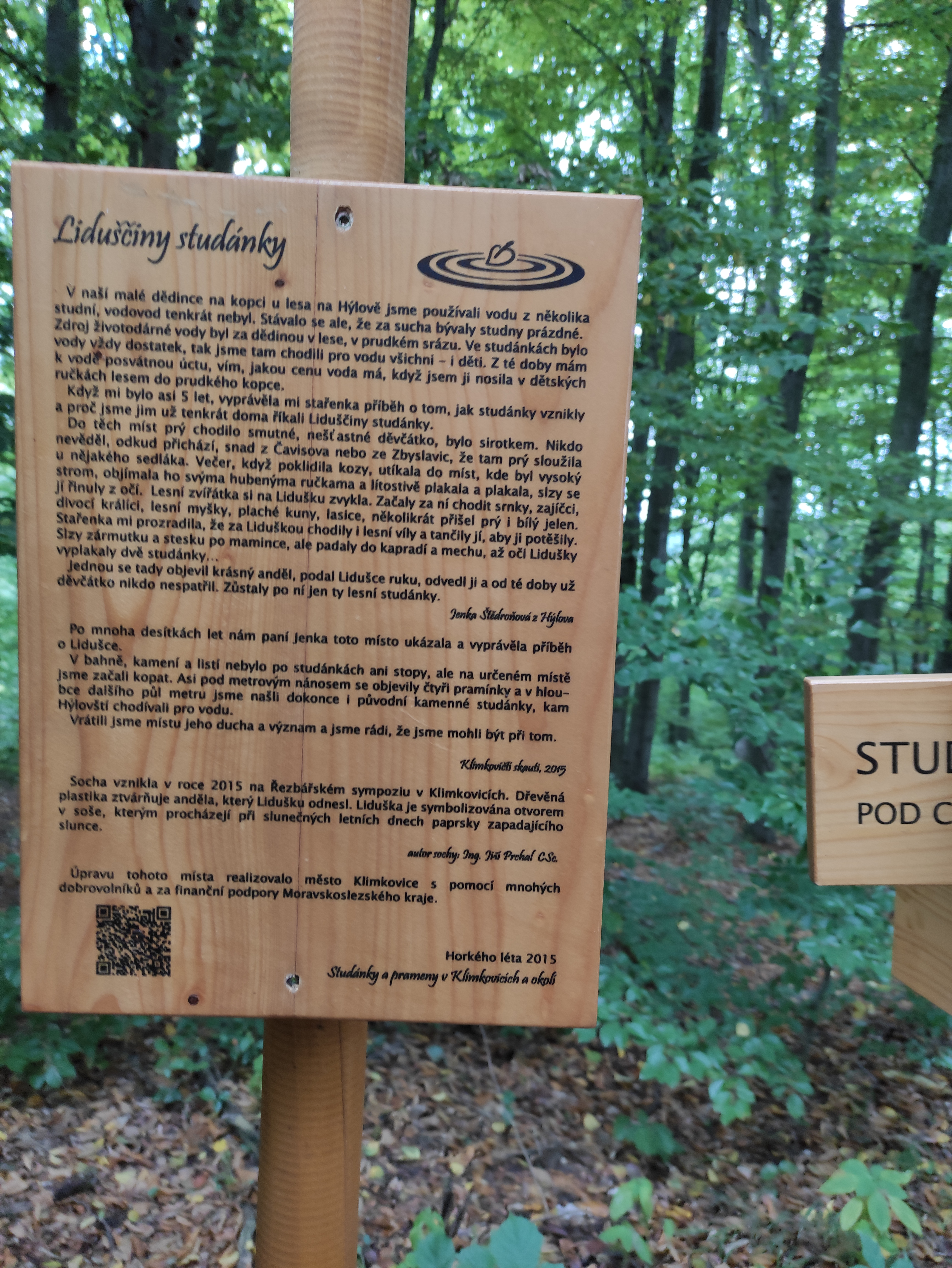
informační tabule nedaleko studánky
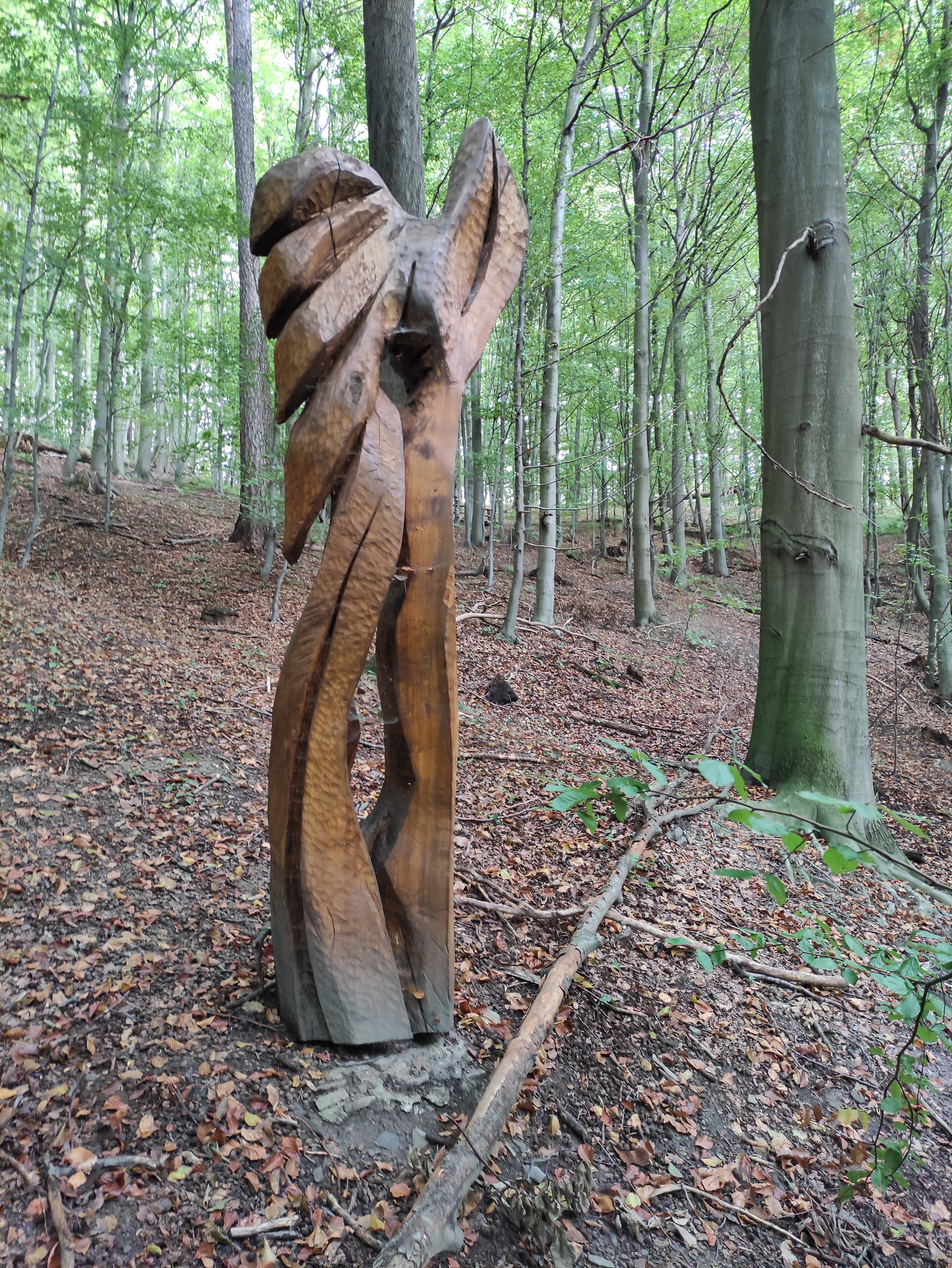
Socha Anděl nad studánkou
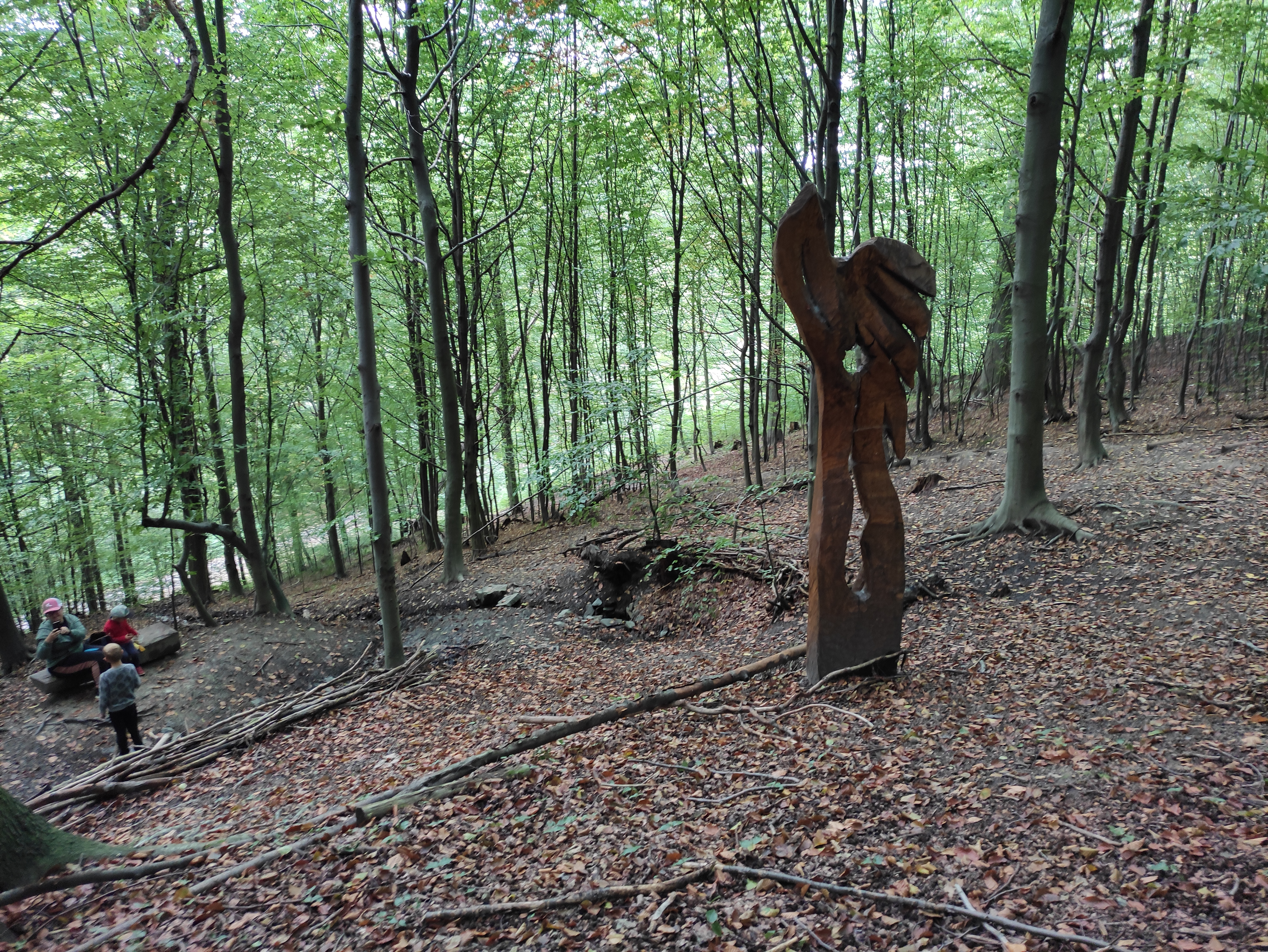
Socha Anděl nad studánkou